# Robert Cyril Stebbins
Pour les articles homonymes, voir Stebbins.
Robert Cyril Stebbins est un herpétologiste américain, né le 31 mars 1915 à Chico (Californie) et mort le 23 septembre 2013 à Eugene (Oregon).

## Biographie
Sa famille s’installe dans la vallée de San Fernando près de San Francisco. Il étudie à l’université de Californie à Los Angeles où il obtient son Bachelor of Arts (1940), son Master of Arts (1942) et son doctorat (1943). Il rejoint l’université de Californie (Berkeley) en 1945 où il va faire toute sa carrière. Il prend sa retraite en 1978 comme professeur émérite. Il participe comme conservateur en herpétologie au musée de zoologie des vertébrés de l’université.
Stebbins étudie les salamandres du genre Ensatina et s’intéresse aussi aux adaptations morphologiques des lézards du genre Uma, la coloration adaptative, les comportements contre les prédateurs, etc. Il supervise les travaux de nombreux étudiants comme Charles Herbert Lowe, Jr. (1920-2002) ou William John Riemer (1924-).
Il fait paraître Amphibians of Western North America (1951), Amphibians and Reptiles of Western North America (1954), A Field Guide to Western Reptiles and Amphibians (1966, édition révisée en 1985) et A Natural History of Amphibians (1995). Grand vulgarisateur, il s’attache à faire découvrir auprès des collégiens, des étudiants et du grand public les problèmes environnementaux. Il milite notamment pour la régulation de l’utilisation des véhicules à moteur dans les zones désertiques de Californie, compte tenu de la fragilité de ceux-ci.

## Source
1. ↑  Online Archive of California (collection).
2. ↑  (en) « Berkeley reptile and amphibian expert Robert Stebbins dies at 98 », sur Berkeley News (consulté le 27 septembre 2020).

- Javier A. Rodríguez-Robles, David A. Good et David B. Wake (2003). Brief History of Herpetology in the Museum of Vertebrate Zoology, University of California, Berkeley, with a List of Type Specimens of Recent Amphibians and Reptiles, University of California publications in zoology, 131 : xv + 119 p.  (ISBN 0-520-23818-4)  (ISSN 0068-6506)